# 臺南市立復興國民中學
臺南市立復興國民中學（簡稱：復興國中）是一所位於臺灣臺南市東區虎尾寮重劃區的市立國民中學，與復興國小相鄰。目前為臺灣學生人數最多的國中。

## 歷史
因臺南市東區後甲地區人口持續增長、並為推動九年國民義務教育，臺灣省政府於1973年11月准予籌設復興國中，並派後甲國中校長郭若愚兼任籌備主任。1974年8月正式成立，由楊水生任首任校長，惟因校舍工程尚未完成，故暫借後甲國中教室授課，隔年2月校舍完工後方遷回。第二任校長白德彰於任內開辦補校。1996年虎尾寮地區完成重劃後，校地擴張至逾5.8公頃。1998年1月19日，由張慶隆等人捐助成立「財團法人台南市立復興國中文教基金會」，供獎助該校學生、教職員工及提供急難救助等用。

### 歷任校長
| 任次 | 校長   | 任期                       | 備註     |
| ---- | ------ | -------------------------- | -------- |
| －   | 郭若愚 | 1973年11月—1974年8月       | 籌備主任 |
| 1    | 楊水生 | 1974年8月—1979年           |          |
| 2    | 白德彰 | 1979年—1986年              |          |
| 3    | 謝錦鑾 | 1987年—1992年              |          |
| 4    | 程文章 | 1992年—2002年1月31日       |          |
| 5    | 吳子京 | 2002年2月1日—2010年7月31日 |          |
| 6    | 林茂生 | 2010年8月1日—2016年7月31日 |          |
| 7    | 敬世龍 | 2016年8月1日—2020年7月31日 |          |
| 8    | 陳文財 | 2020年8月1日—現任          |          |

## 校園建築

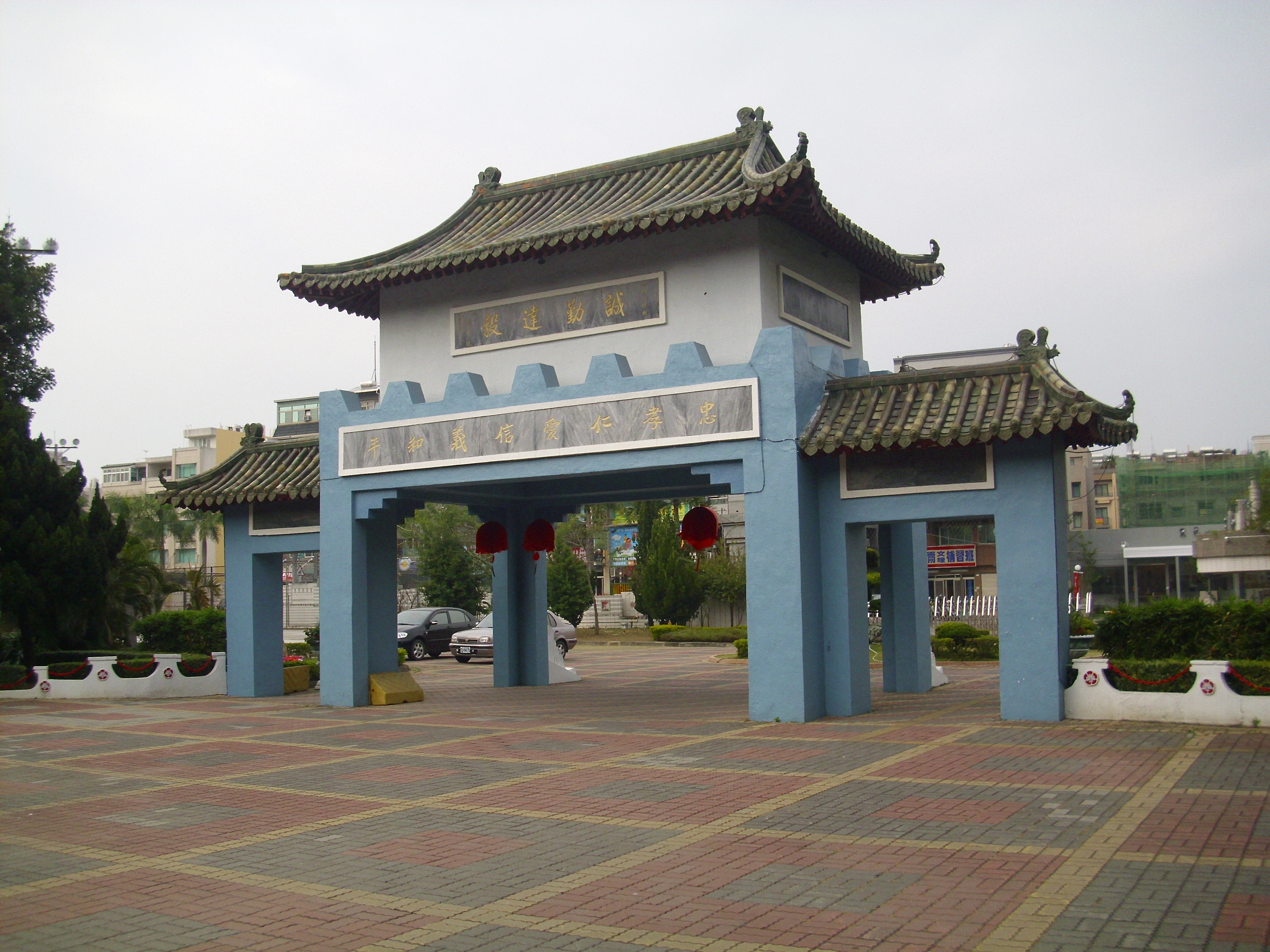
復興國中1975－2001年間的校門

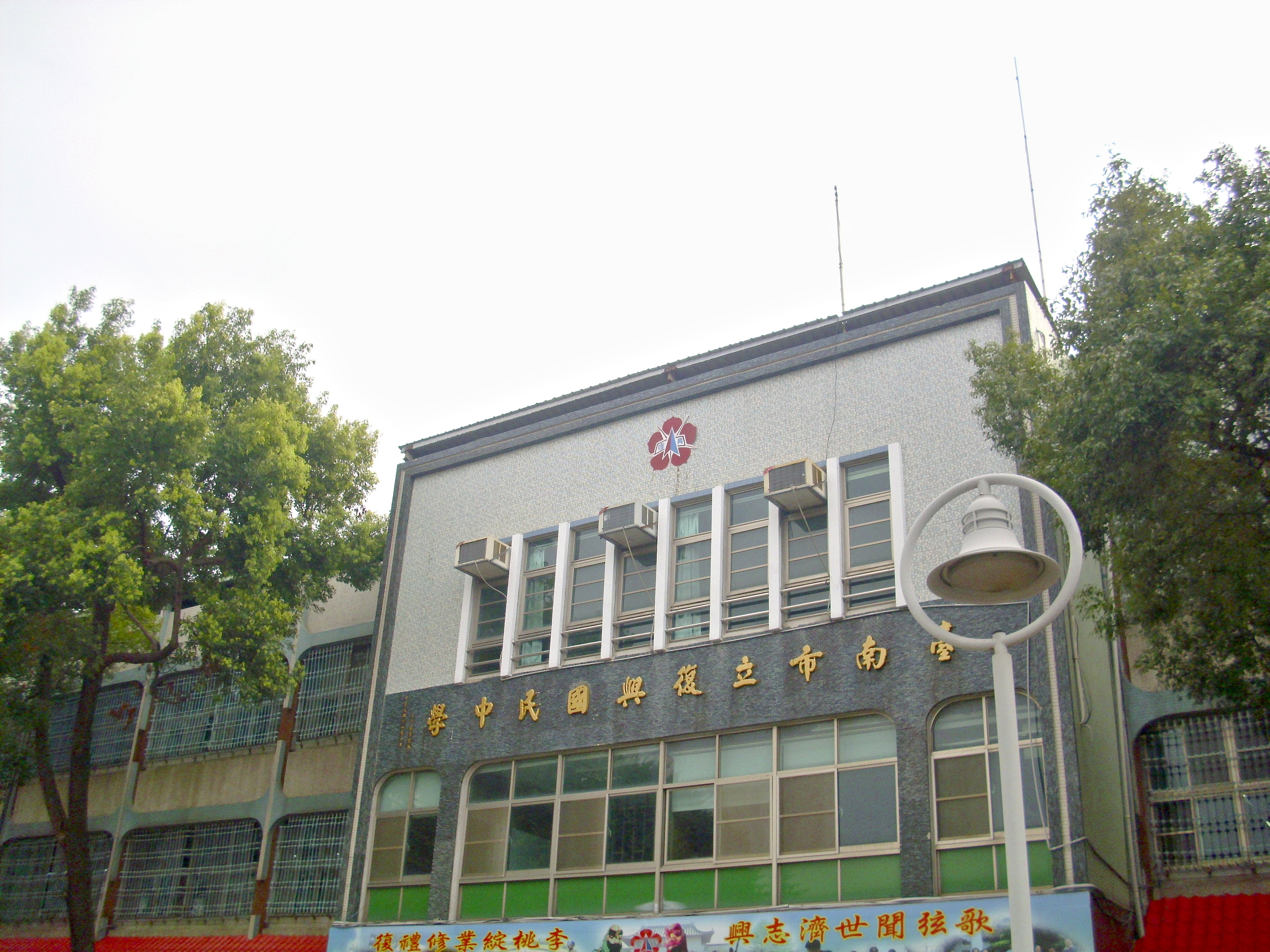
敬業樓

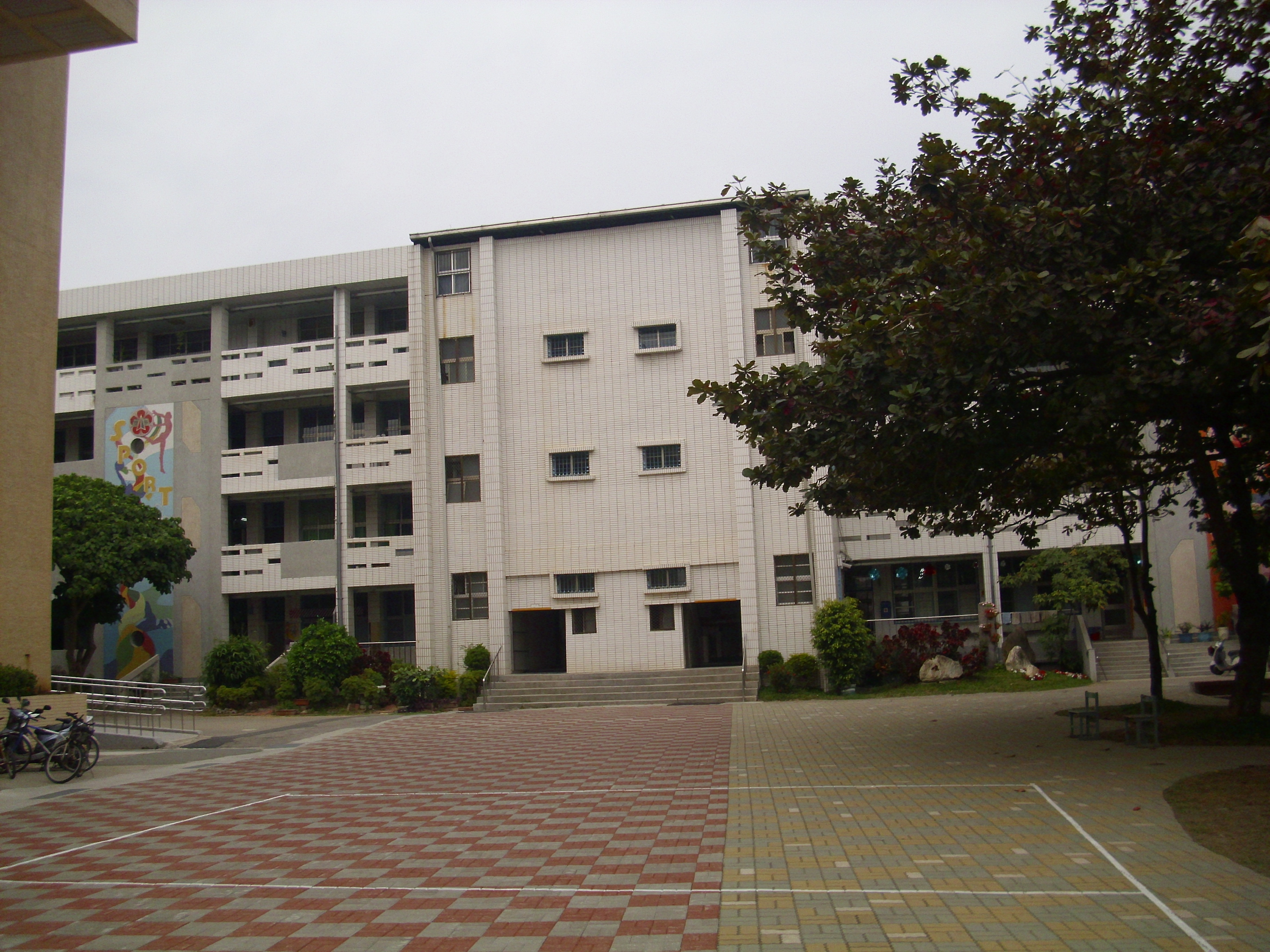
樂群樓

- 敬業樓：學校最早的建築，興建於1975年1月，到1976年8月第三期完工，為一三層樓高之建築，一樓為校長室、教務處、總務處、人事室、會計室以及三間班級教室，二樓有一教師辦公室，二、三樓為班級教室各十間。
- 樂群樓：學校第二棟建造之建築物，興建於1979年1月，到1990年第七期完工，為一四層樓高之建築，且有地下室一層，一樓為學務處、輔導室、體育教師辦公室、健康中心、小型會議室及數間班級教室，二樓有一教師辦公室，二、三樓為班級教室各十間，四樓為美術教室及班級教室數間，地下室有美術教室兩間。
- 忠孝樓：興建於1989年4月，為一地上三層地下一層之建築，一樓為班級教室，二樓為電腦教室，三樓為科技教室，地下室為表演教室一間。
- 仁愛樓：興建於1990年6月，為一三層樓之建築，一樓為連接敬業樓與樂群樓之藝文穿廊(俗稱中央通廊)，二樓為教師辦公室四間(第四辦公室與第五辦公室合併)，三樓為圖書室(喜閱館)及大型會議室。
- 信義樓：興建於1990年9月，為一地上三層地下一層之建築，一樓為特殊教育教室，二、三樓為普通教室。
- 和平樓：興建於1990年9月，到1991年6月第二期完工，為一三層樓高之建築，一樓為福爾摩沙圖書館，二三樓為普通教室。
- 復興館：興建於1984年2月，為五層樓挑高之建築，學校演講集會之場所，大門一旁之封閉空間為體育器材室。
- 桌球室：為一鐵皮建築，入門右側為桌球室，左側為國樂練習場所。*升旗臺及看臺：興建於1975年8月，位於操場東側，升旗臺左右兩側各兩座水泥造之看臺。
- 誠勤樓：興建於1975年4月，到1981年10月第二期完工，為三層樓高之建築，早期為餐廳及科學實驗室，後作為工藝教室，現為音樂大樓。
- 達毅樓：興建於1975年8月，為一三層樓高之建築，一樓為童軍團部，表演教室和學生合作社。二樓為教育局親子館。3樓為家政教室
- 廚房：興建於1975年8月，到1992年6月第五期完工，為一層樓之建築，為準備營養午餐之場所。
- 力行樓：興建於2001年9月，為一地上五層地下二層之建築，地下一樓為教職員停車場，地下二樓為學生停車場，一樓有班級教室五間，二到五樓為班級教室各六間，六樓為科學實驗教室與教師辦公室一間。
- 游泳池：位於力行樓北側，與力行樓同時完工，為一長25公尺之水道。

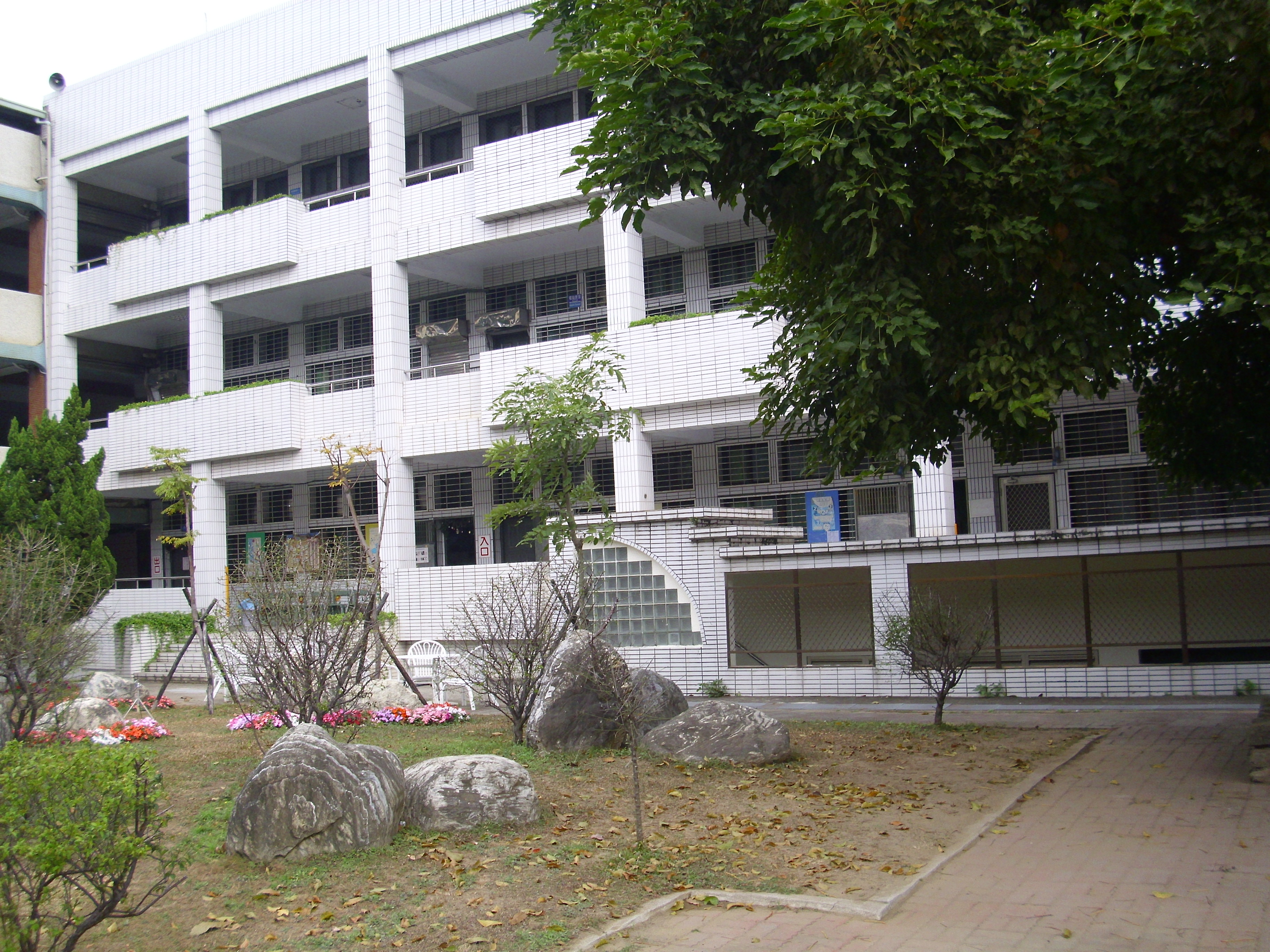
忠孝樓
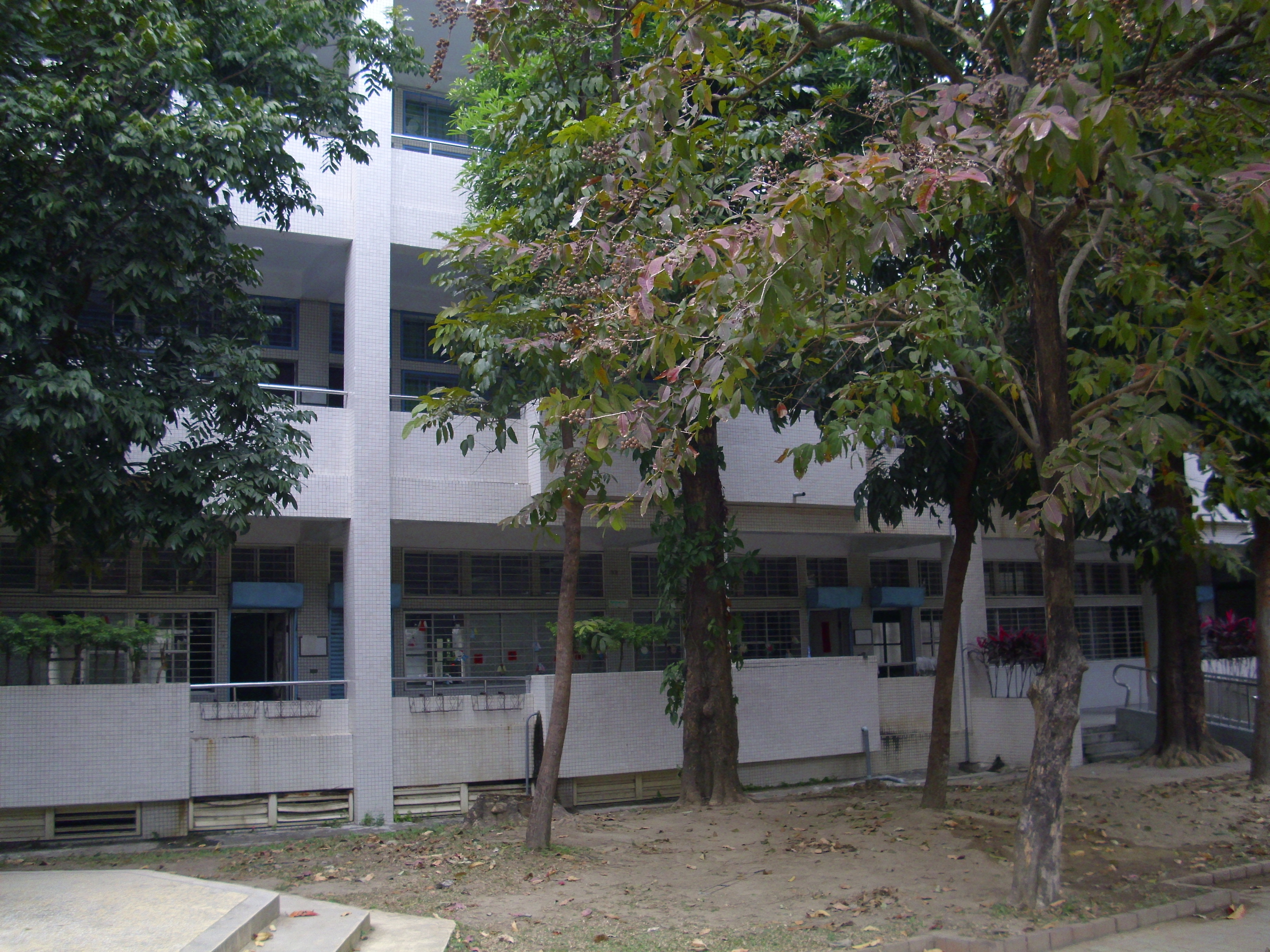
信義樓
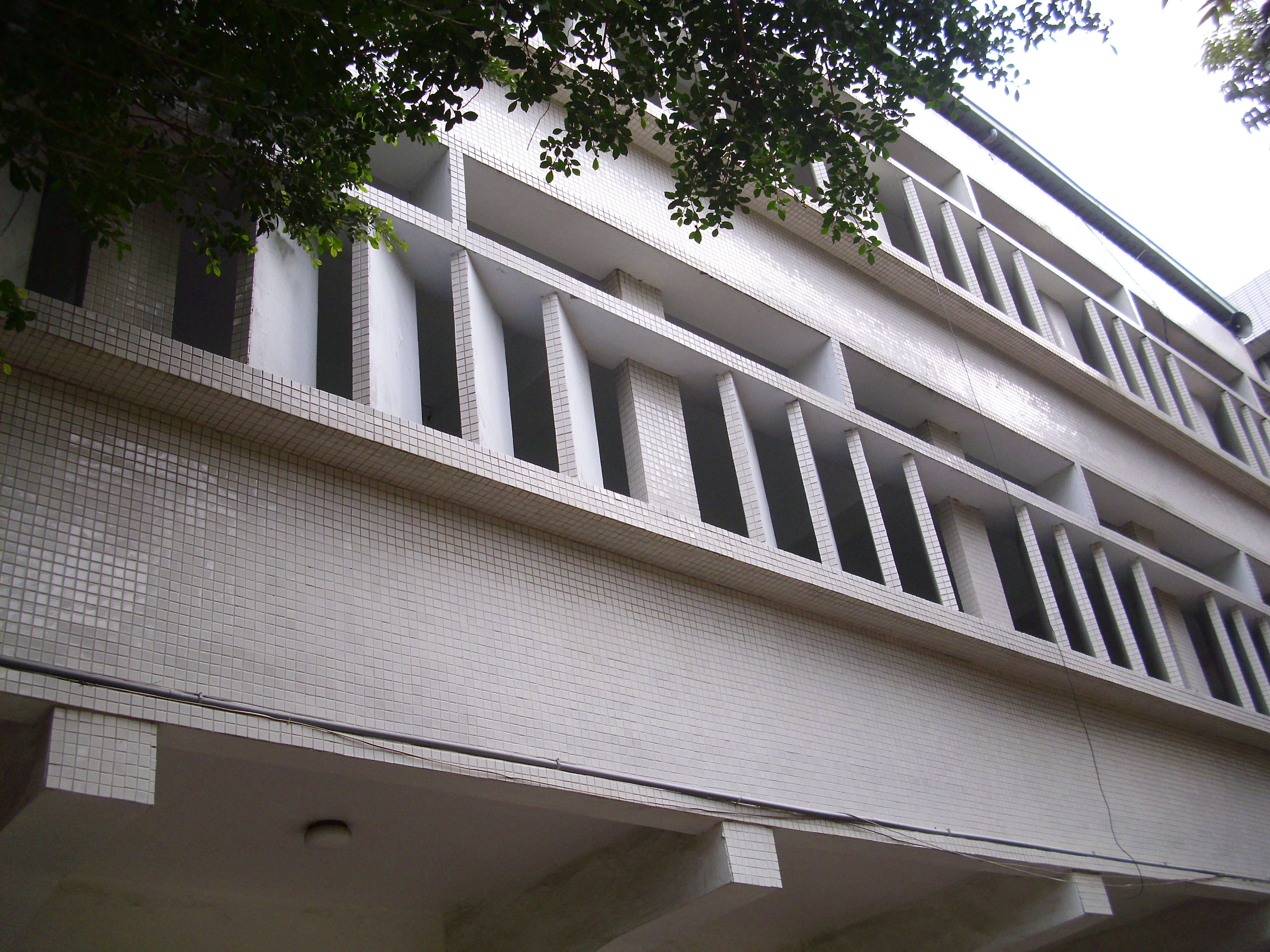
仁愛樓
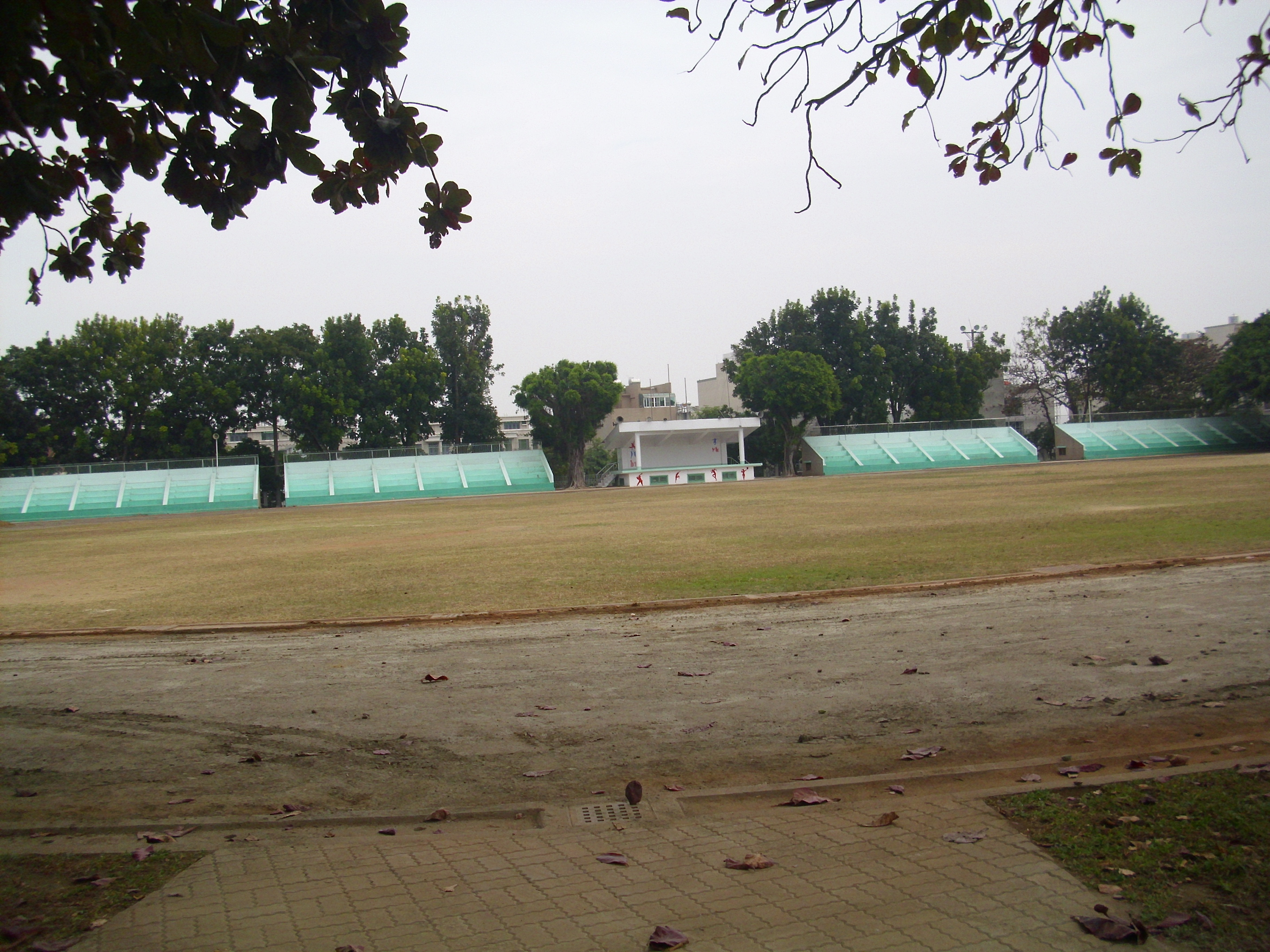
操場
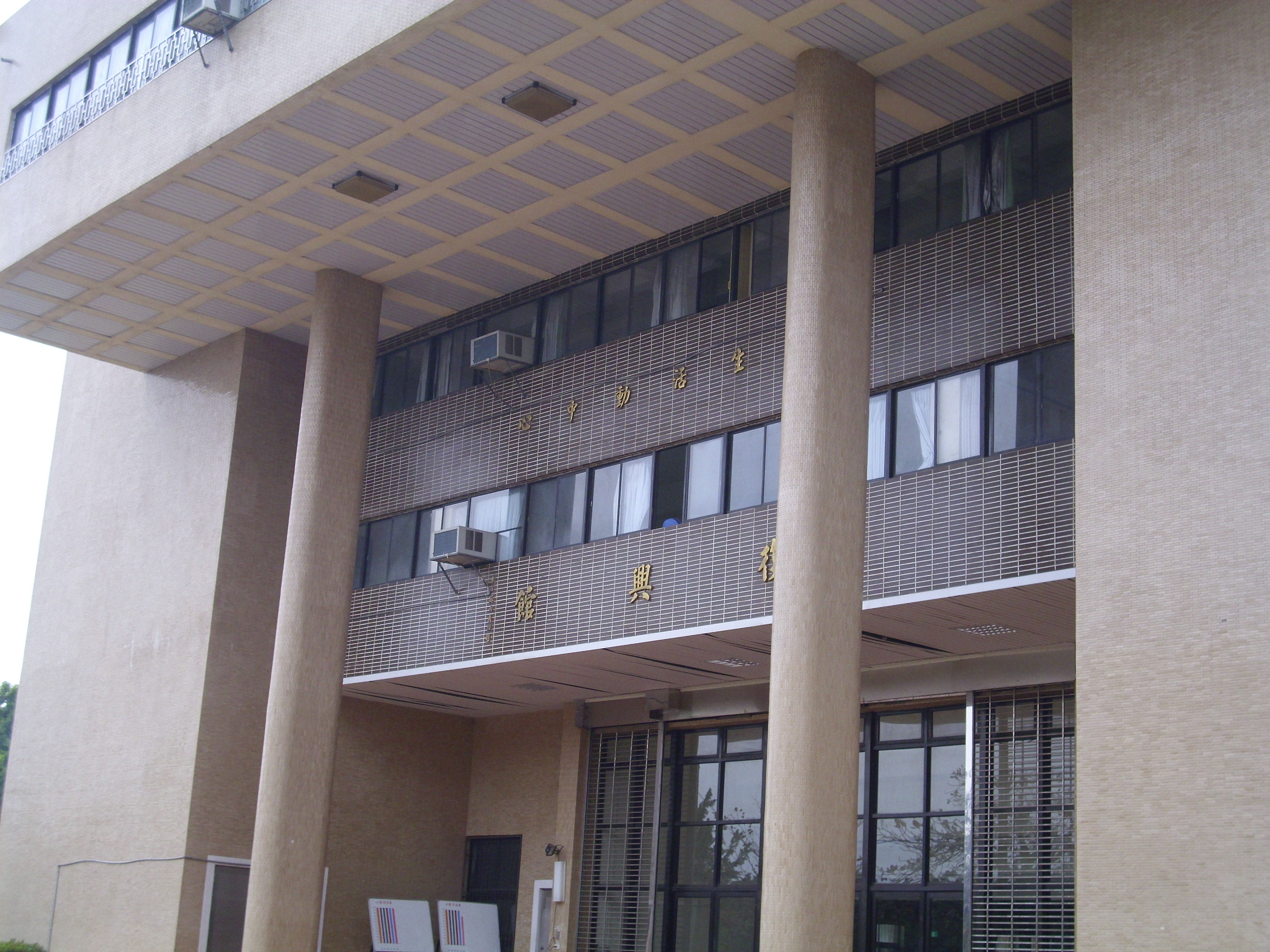
復興館
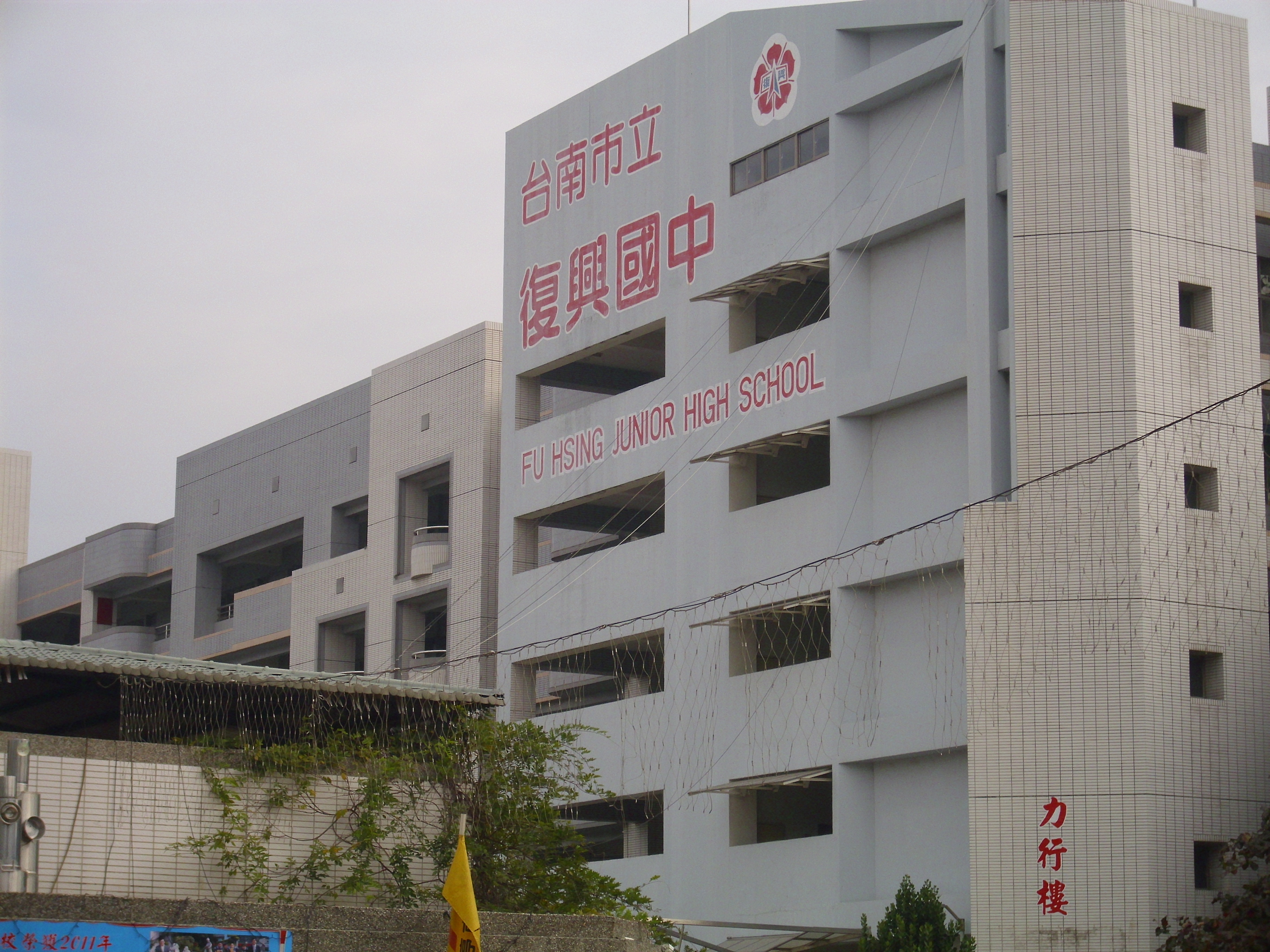
力行樓

## 學區
- 基本學區：東區文聖里、自強里、東聖里、虎尾里、南聖里、後甲里、復興里、裕聖里、關聖里
- 共同學區
  - 忠孝國中：東區富強里
  - 仁德國中：仁德區一甲里（限長興國小畢業生）、仁德里（18至21鄰、23至30鄰）
  - 仁德國中、大灣高中國中部：仁德區土庫里、太子里[5]

## 校友
參見Category:台南市立復興國民中學校友

## 外部連結
- 臺南市立復興國民中學